# Charles Denner
Charles Denner (Tarnów, Lengyelország, 1926. május 29. – Dreux, Eure-et-Loir, Franciaország, 1995. szeptember 10.), lengyel származású francia színész, kétszer jelölték César-díjra. Nagy sikert aratott François Truffaut rendező 1977-es A férfi, aki szerette a nőket című romantikus filmdrámájának főszerepében.

## Élete

### Származása
Galíciai zsidó családban született Tarnówban, a Második Lengyel Köztársaság idején. Egy fivére volt, Alfred. 
Négyesztendős volt, amikor családja a nagy gazdasági világválság következményeitől sújtva kivándorolt Párizsba.
A második világháború alatt szüleivel együtt a Vichy-Franciaország területén, a Francia-középhegységben, Brive-la-Gaillarde városban talált menedéket. Charles a fivérével, Alfreddel együtt partizánnak állt és részt vett a Vercors-hegységben folyó harcokban. Érdemeiért a háború után megkapta a francia hadikereszt (croix de guerre) kitüntetést.

### Pályája
1945 után színészmesterséget tanult Párizsban, mások mellett Charles Dullin színművésztől. Közben éjszakánként a párizsi piacokon és árucsarnokokban dolgozott, mint hordár, hogy megélhetését biztosítsa. Csatlakozott a háború után sorra alakuló ún. „ifjú társulatok” (jeunes compagnies) egyikéhez. Ezek a friss szellemű társulatok fiatal színészekből alakultak, változatos helyszíneken játszottak, gyakran alakultak át, olykor rövid életűeknek bizonyultak. Denner velük játszotta első, alkalmi fellépéseit.
1949-ben kapta első kőszínházi szerepét, a párizsi Théâtre National Populaire-ben, melyet Jean Vilar színész-rendező irányított. Figyelmet keltőt alakított 1951-ben, a Jean Vilar által vezetett Avignoni Fesztiválon, Heinrich von Kleist Homburg hercege című drámájában.
Már az 1950-es évek elejétől kapott kisebb-nagyobb filmszerepeket is. Első nagy sikerű filmes főszerepét 1963-ban játszotta el, Claude Chabrol Kékszakáll című bűnügyi filmdrámájában, ahol a valós személyről mintázott címszereplőt, a többszörös feleséggyilkos Henri Désiré Landru-t alakította, Danielle Darrieux, Michèle Morgan, Hildegard Knef és Stéphane Audran (Chabrol korábbi felesége) társaságában.
Jeanne Moreau és Jean-Claude Brialy mellett játszott François Truffaut 1968-as A menyasszony feketében volt című misztikus pszichodrámájában, ahol ő maga vált a gyilkosság áldozatává. Truffauts 1972-es Egy olyan szép lány, mint én című vígjátékában Bernadette Lafont és Claude Brasseur mellett katolikus patkányirtót alakított. Truffaut 1977-es romantikus drámájában, A férfi, aki szerette a nőket-ben Denner játszotta a címszereplőt, akinek életét egy sor nő színesítette. Emellett számos krimiben és kalandfilmben játszott meghatározó szerepeket, így Costa-Gavras 1969-es politikai krimijében, a Z, avagy egy politikai gyilkosság anatómiájá-ban, és Marcel Carné rendező 1971-es A rend gyilkosai című politikai kalandfilmjében. 1975-ben, Henri Verneuil rendező látványos bűnügyi akciófilmjében, a Félelem a város felett-ben Jean-Paul Belmondóval együtt rendőrnyomozót alakított.
Az 1980-as években gégerákot diagnosztizáltak nála, mely fokozatosan megfosztotta hangjától. Állapota súlyosbodásával szereplései megritkultak. Hosszú és megerőltető kezelések hatására a rákbetegségből kigyógyult, de megviselt szervezete rendkívül legyengült. 1995-ben hunyt el Dreux-ben.

### Magánélete
Charles Denner kétszer nősült. Első feleségétől, Simone Jaquier-től két gyermeke született, Charles és Ethel. Második felesége Monique „Maryse” Voirriot (1932–2015) volt, Denner jóbarátjának, a színész Marie-Pierre de Gérando komaasszonya (Gérando fiának keresztanyja).

## Főbb filmszerepei
- 1941: A pénz komédiája (Volpone); apród (nem szerepel a színlapon)
- 1954: Csalók és csalik (Poisson d’avril); kávéházi vendég (nem szerepel a színlapon)
- 1955: Emberek fehérben  (Les hommes en blanc); orvos
- 1958: Felvonó a vérpadra (Ascenseur pour l’échafaud); a rendőrfelügyelő asszisztense
- 1963: Kékszakáll (Landru); Henri-Desiré Landru
- 1964: La vie à l’envers; Jacques Valin
- 1964: Les pieds nickelés; Filochard
- 1965: Marie Chantal contre Dr. Kha; Mr. Johnson
- 1965: A tökéletes bűntény (Compartiment tueurs); Bob Vaski, Georgette szeretője
- 1966: YUL 871; az európai mérnök
- 1967: A párizsi tolvaj (Le voleur); Jean-François Cannonier
- 1967: Az öregember és a gyerek (Le vieil homme et l’enfant); Monsieur Langmann
- 1968: A menyasszony feketében volt (La mariée était en noir); Fergus
- 1968: La trêve; Julien
- 1969: Z, avagy egy politikai gyilkosság anatómiája (Z); Manuel
- 1969: Le corps de Diane; Julien Keller
- 1970: A csibész (Le voyou); Monsieur Gallois
- 1971: Egy válás meglepetései (Les mariés de l’an deux); köztársaságpárti utastárs
- 1971: A rend gyilkosai (Les assassins de l’ordre); Graziani
- 1972: L’aventure, c'est l’aventure; Simon Duroc
- 1972: Egy olyan szép lány, mint én (Une belle fille comme moi); Arthur
- 1973: Az örökös (L’héritier); David Löweinstein
- 1973: Un officier de police sans importance; Serge Monnier rendőr tiszthelyettes
- 1973: Défense de savoir; Jean Ravier
- 1974: Párizsi alvilág (Les gaspards); közmunkaügyi miniszter
- 1974: Egy egész élet (Toute une vie); Sarah apja / nagyapja
- 1975: Félelem a város felett (Peur sur la ville); Moissac felügyelő
- 1975: Vous ne l’emporterez pas au paradis; Nicolas
- 1976: Si c’était à refaire; az ügyvéd
- 1976: Mado; Reynald Manecca
- 1976: La première fois; apa
- 1977: A férfi, aki szerette a nőket (L’homme qui aimait les femmes); Bertrand Morane
- 1978: Kakemono Hotel; tévéfilm; Maurice Cagepain
- 1978: Robert és Robert (Robert et Robert); Robert Goldmann
- 1980: A róka szemében (La verdad sobre el caso Savolta); Lepprince
- 1980: Le coeur à l’envers; Guillaume
- 1982: Ezer milliárd dollár  (Mille milliards de dollars); Walter nyomozó
- 1982: L’honneur d’un capitaine; Gillard ügyvéd
- 1983: Rock and Torah; Izsák fia József
- 1984: Zacharius; tévéfilm; Zacharius
- 1985: L’unique; Vox producer
- 1986: Golden Eighties; Mr Schwartz

## Elismerései, díjai
- 1977: Jelölés a a legjobb legjobb mellékszereplő színésznek járó César-díjra – Si c'était à refaire
- 1978: Jelölés a legjobb színésznek járó César-díjra – A férfi, aki szerette a nőket (L’homme qui aimait les femmes)